# Vene cerebrale medii
Venele cerebrale medii sunt formate de vena cerebrală medie superficială și vena cerebrală medie profundă. 
- Vena cerebrală medie superficială (vena Sylviană superficială) începe pe suprafața laterală a emisferei și, coboară de-a lungul şanțului lateral, se termină în sinusul cavernos sau sfenoparietal.
- Vena cerebrală medie profundă (vena Sylviană profundă) primește afluenți de la insula și girul vecin, și coboară în partea inferioară a şanțului lateral.

## Relaţii
Vena cerebrală medie superficială este conectată: 
1. cu sinusul sagital superior prin vena anastomotică superioară (vena Trolard) care se deschide într-una dintre venele cerebrale superioare;
2. cu sinusul transvers prin vena anastomotică inferioară (vena lui Labbé) care curge peste lobul temporal.

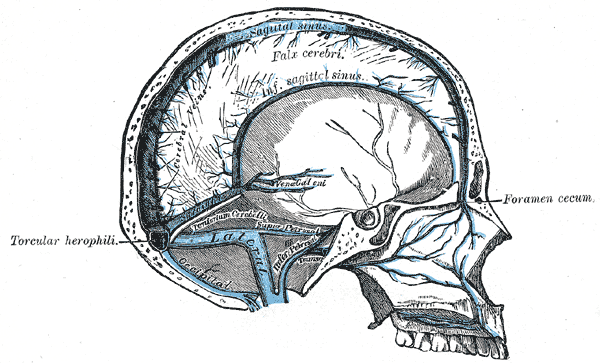
Secțiunea sagitală a craniului, care arată sinusurile durabii. (Vene cerebrale etichetate la centrul stâng.)

## Imagini suplimentare

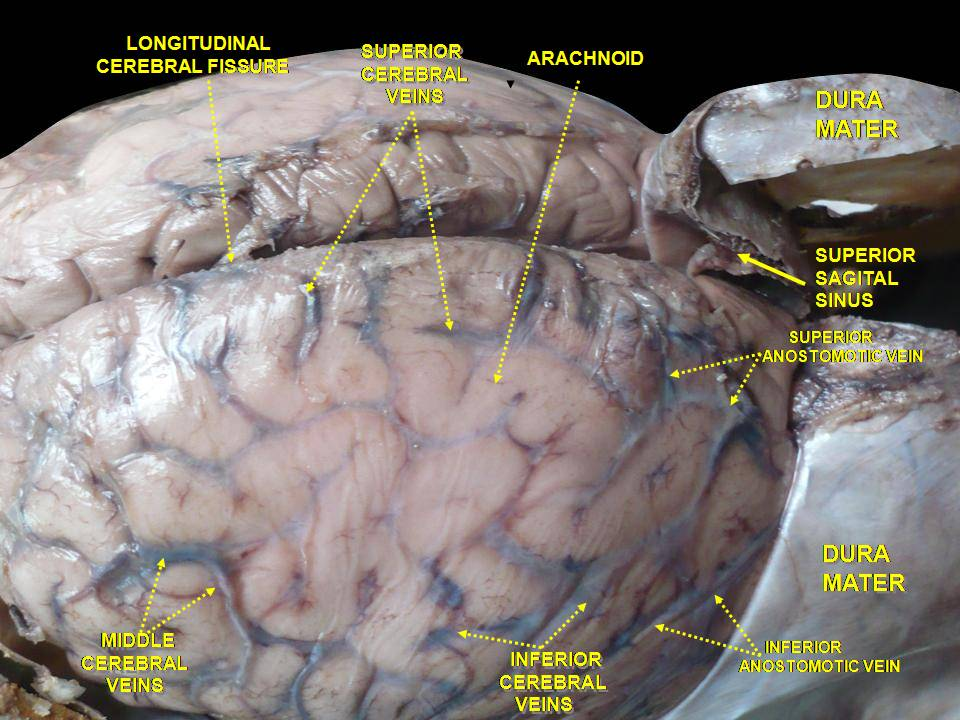
Meninges and superficial cerebral veins.Deep dissection.Superior view.
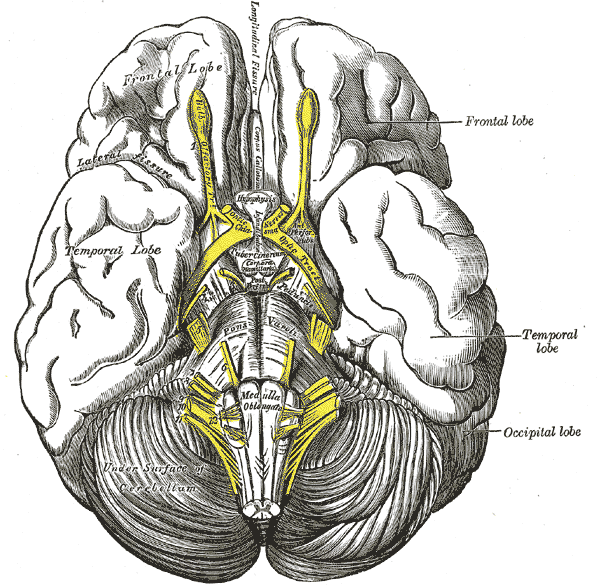
Base of brain. (Lateral fissure visible at top left.)